# Tomopteris stefanelli
Tomopteris stefanelli är en ringmaskart som beskrevs av Terio 1947. Tomopteris stefanelli ingår i släktet Tomopteris och familjen Tomopteridae. Inga underarter finns listade i Catalogue of Life.